# Tour d'Émilie féminin 2023
La 10e édition du Tour d'Émilie féminin a eu lieu le 30 septembre 2023. Elle fait partie du calendrier UCI en catégorie 1.Pro. Elle est remportée par la Danoise Cecilie Uttrup Ludwig.

## Parcours
Le début parcours est parfaitement plat autour de Bologne. La montée finale vers le Sanctuaire Madonna di San Luca,  dont la difficulté est comparable ou supérieure au mur de Huy, est effectuée deux fois, contrairement aux années précédentes. Il y a moins de dix kilomètres entre les deux ascensions.

### Équipes
| UCI Women's WorldTeams (11)- Team DSM-Firmenich - FDJ-Suez - Fenix-Deceuninck - Human Powered Health - Israel-Premier Tech Roland - Team Jumbo-Visma - Movistar Team - Team Jayco AlUla - Lidl-Trek - UAE Team ADQ - Uno-X Pro Cycling Team Équipes féminines continentales (15)- Aromitalia-Basso Bikes-Vaiano - Bepink - Born to win-Zhiraf-G20 - BTC City Ljubljana-Scott - Ceratizit-WNT Pro Cycling - Cofidis - Cynisca Cycling - GB Junior Team Piemonte Pedale Castanese A.S.D. - Isolmant-Premac-Vittoria - Laboral Kutxa-Fundacion Euskadi - Team Mendelspeck - Parkhotel Valkenburg - Team Dukla Praha Women - Top Girls Fassa Bortolo - WCC Team |
| |

## Récit de la course
Sophie Wright  s'échappe en solitaire en début de course. Elle est reprise avant le pied de la première montée vers le sanctuaire.  Sofia Bertizzolo y accélère. Cela provoque une sélection et seules douze coureuses sont à l'avant après le sommet. Dans la montée finale, Cecilie Uttrup Ludwig se montre la plus forte et s'impose.

## Classements

### Classement final
| \| Classement général \| Classement général \| Classement général \| Classement général \| Classement général \| \| Coureuse \| Coureuse \| Pays \| Équipe \| Temps \| \| ------------------ \| --------------------- \| ------------------ \| ------------------ \| ------------------ \| \| 1re \| Cecilie Uttrup Ludwig \| Danemark \| FDJ-Suez \| 2 h 36 min 21 s \| \| 2e \| Marta Cavalli \| Italie \| FDJ-Suez \| + 5 s \| \| 3e \| Juliette Labous \| France \| Team dsm-firmenich \| + 16 s \| \| 4e \| Gaia Realini \| Italie \| Lidl-Trek \| + 28 s \| \| 5e \| Ane Santesteban \| Espagne \| Team Jayco AlUla \| + 32 s \| \| 6e \| Liane Lippert \| Allemagne \| Movistar Team \| + 38 s \| \| 7e \| Sofia Bertizzolo \| Italie \| UAE Team ADQ \| + 47 s \| \| 8e \| Évita Muzic \| France \| FDJ-Suez \| + 50 s \| \| 9e \| Erica Magnaldi \| Italie \| UAE Team ADQ \| + 1 min 12 s \| \| 10e \| Urška Žigart \| Slovénie \| Team Jayco AlUla \| + 1 min 20 s \| |                       |           |                    |                 |
| |                       |           |                    |                 |
| Source : ProCyclingStats |                       |           |                    |                 |
| Classement général |                       |           |                    |                 |
| Coureuse | Coureuse              | Pays      | Équipe             | Temps           |
| 1re | Cecilie Uttrup Ludwig | Danemark  | FDJ-Suez           | 2 h 36 min 21 s |
| 2e | Marta Cavalli         | Italie    | FDJ-Suez           | + 5 s           |
| 3e | Juliette Labous       | France    | Team dsm-firmenich | + 16 s          |
| 4e | Gaia Realini          | Italie    | Lidl-Trek          | + 28 s          |
| 5e | Ane Santesteban       | Espagne   | Team Jayco AlUla   | + 32 s          |
| 6e | Liane Lippert         | Allemagne | Movistar Team      | + 38 s          |
| 7e | Sofia Bertizzolo      | Italie    | UAE Team ADQ       | + 47 s          |
| 8e | Évita Muzic           | France    | FDJ-Suez           | + 50 s          |
| 9e | Erica Magnaldi        | Italie    | UAE Team ADQ       | + 1 min 12 s    |
| 10e | Urška Žigart          | Slovénie  | Team Jayco AlUla   | + 1 min 20 s    |

### Points UCI
| Position           | 1er | 2e  | 3e  | 4e  | 5e | 6e | 7e | 8e | 9e | 10e | 11e | 12e | 13e | 14e | 15e | 16e à 25e |
| Classement général | 200 | 150 | 125 | 100 | 85 | 70 | 60 | 50 | 40 | 35  | 30  | 25  | 20  | 15  | 10  | 5         |

### Prix
Les prix suivants sont distribués :
| Position | 1er     | 2e    | 3e    | 4e    | 5e    | 6e    | 7e    | 8e    | 9e    | 10e   |
| Prix     | 1 025 € | 790 € | 555 € | 335 € | 290 € | 265 € | 240 € | 210 € | 180 € | 140 € |

Les coureuses placées de la 11e à la 15e place  gagnent 120 € et celles de la 16e à la 20e place  repartent avec 100 €.

## Liste des participantes
| Lidl-Trek LTK | Lidl-Trek LTK           | Lidl-Trek LTK |
| ------------- | ----------------------- | ------------- |
| Num           | Coureuse                | Pos           |
| 1             | Elisa Balsamo (ITA)     | AB            |
| 2             | Elynor Bäckstedt (GBR)  | AB            |
| 3             | Gaia Realini (ITA)      | 4e            |
| 4             | Ilaria Sanguineti (ITA) | AB            |

| FDJ-Suez FST | FDJ-Suez FST                | FDJ-Suez FST |
| ------------ | --------------------------- | ------------ |
| Num          | Coureuse                    | Pos          |
| 11           | Évita Muzic (FRA)           | 8e           |
| 12           | Jade Wiel (FRA)             | 45e          |
| 13           | Marta Cavalli (ITA)         | 2e           |
| 14           | Vittoria Guazzini (ITA)     | 76e          |
| 15           | Loes Adegeest (NED)         | 15e          |
| 16           | Cecilie Uttrup Ludwig (DEN) | 1re          |

| Fenix-Deceuninck FED | Fenix-Deceuninck FED          | Fenix-Deceuninck FED |
| -------------------- | ----------------------------- | -------------------- |
| Num                  | Coureuse                      | Pos                  |
| 21                   | Imogen Cotter (IRL)           | 98e                  |
| 22                   | Millie Couzens (GBR)          | 102e                 |
| 23                   | Christina Schweinberger (AUT) | 12e                  |
| 24                   | Evy Kuijpers (NED)            | 99e                  |
| 25                   | Greta Marturano (ITA)         | 30e                  |
| 26                   | Sophie Wright (GBR)           | 61e                  |

| Human Powered Health HPW | Human Powered Health HPW         | Human Powered Health HPW |
| ------------------------ | -------------------------------- | ------------------------ |
| Num                      | Coureuse                         | Pos                      |
| 31                       | Nina Buysman (NED)               | 25e                      |
| 32                       | Barbara Malcotti (ITA)           | 36e                      |
| 33                       | Henrietta Christie (NZL)         | 93e                      |
| 34                       | Ántri Christofórou (CYP) (route) | 75e                      |
| 35                       | Marit Raaijmakers (NED)          | 82e                      |

| Israel-Premier Tech Roland CGS | Israel-Premier Tech Roland CGS | Israel-Premier Tech Roland CGS |
| ------------------------------ | ------------------------------ | ------------------------------ |
| Num                            | Coureuse                       | Pos                            |
| 41                             | Tamara Dronova (RUS) (route)   | 53e                            |
| 42                             | Nathalie Eklund (SWE)          | AB                             |
| 43                             | Elena Pirrone (ITA)            | 33e                            |
| 44                             | Claire Steels (GBR)            | 39e                            |
| 45                             | Anna Kiesenhofer (AUT)         | 26e                            |
| 46                             | Elizabeth Stannard (AUS)       | AB                             |

| Movistar Team MOV | Movistar Team MOV            | Movistar Team MOV |
| ----------------- | ---------------------------- | ----------------- |
| Num               | Coureuse                     | Pos               |
| 51                | Paula Patiño (COL)           | 23e               |
| 52                | Jelena Erić (SRB) (route)    | 41e               |
| 53                | Sara Martín (ESP)            | 88e               |
| 54                | Arlenis Sierra (CUB) (route) | 40e               |
| 55                | Liane Lippert (GER) (route)  | 6e                |
| 56                | Mareille Meijering (NED)     | AB                |

| Team dsm-firmenich DSM | Team dsm-firmenich DSM | Team dsm-firmenich DSM |
| ---------------------- | ---------------------- | ---------------------- |
| Num                    | Coureuse               | Pos                    |
| 61                     | Juliette Labous (FRA)  | 3e                     |
| 62                     | Francesca Barale (ITA) | 16e                    |
| 63                     | Léa Curinier (FRA)     | 69e                    |
| 64                     | Elise Uijen (NED)      | 70e                    |
| 65                     | Esmée Peperkamp (NED)  | 20e                    |
| 66                     | Nienke Vinke (NED)     | 17e                    |

| Team Jayco AlUla BEX | Team Jayco AlUla BEX      | Team Jayco AlUla BEX |
| -------------------- | ------------------------- | -------------------- |
| Num                  | Coureuse                  | Pos                  |
| 71                   | Urška Žigart (SLO)        | 10e                  |
| 72                   | Ane Santesteban (ESP)     | 5e                   |
| 73                   | Ingvild Gåskjenn (NOR)    | 19e                  |
| 74                   | Amber Pate (AUS)          | 83e                  |
| 75                   | Letizia Paternoster (ITA) | 58e                  |
| 76                   | Chiara Doni (ITA)         | 67e                  |

| Team Jumbo-Visma TJV | Team Jumbo-Visma TJV   | Team Jumbo-Visma TJV |
| -------------------- | ---------------------- | -------------------- |
| Num                  | Coureuse               | Pos                  |
| 82                   | Amber Kraak (NED)      | AB                   |
| 83                   | Linda Riedmann (GER)   | AB                   |
| 84                   | Maud Oudeman (NED)     | AB                   |
| 85                   | Rosita Reijnhout (NED) | 49e                  |
| 86                   | Eva van Agt (NED)      | AB                   |

| UAE Team ADQ UAD | UAE Team ADQ UAD       | UAE Team ADQ UAD |
| ---------------- | ---------------------- | ---------------- |
| Num              | Coureuse               | Pos              |
| 91               | Erica Magnaldi (ITA)   | 9e               |
| 92               | Sofia Bertizzolo (ITA) | 7e               |
| 93               | Alena Amialiusik (BLR) | 22e              |
| 94               | Olivia Baril (CAN)     | 94e              |
| 95               | Silvia Persico (ITA)   | 11e              |
| 96               | Chiara Consonni (ITA)  | 77e              |

| Uno-X Pro Cycling Team UXT | Uno-X Pro Cycling Team UXT      | Uno-X Pro Cycling Team UXT |
| -------------------------- | ------------------------------- | -------------------------- |
| Num                        | Coureuse                        | Pos                        |
| 101                        | Wilma Olausson (SWE)            | AB                         |
| 102                        | Hannah Ludwig (GER)             | 35e                        |
| 103                        | Elinor Barker (GBR)             | 103e                       |
| 104                        | Maria Giulia Confalonieri (ITA) | 68e                        |
| 105                        | Marte Berg Edseth (NOR)         | 43e                        |
| 106                        | Anouska Koster (NED)            | 47e                        |

| Aromitalia-Basso Bikes-Vaiano VAI | Aromitalia-Basso Bikes-Vaiano VAI | Aromitalia-Basso Bikes-Vaiano VAI |
| --------------------------------- | --------------------------------- | --------------------------------- |
| Num                               | Coureuse                          | Pos                               |
| 111                               | Rasa Leleivytė (LTU)              | 29e                               |
| 112                               | Francesca Balducci (ITA)          | AB                                |
| 113                               | Milena Del Sarto (ITA)            | AB                                |
| 114                               | Irene Affolati (ITA)              | 66e                               |
| 115                               | Fanny Bonini (ITA)                | AB                                |

| Sans équipe ___ | Sans équipe ___              | Sans équipe ___ |
| --------------- | ---------------------------- | --------------- |
| Num             | Coureuse                     | Pos             |
| 116             | Serena Brillante Romeo (ITA) | 90e             |

| Bepink BPK | Bepink BPK               | Bepink BPK |
| ---------- | ------------------------ | ---------- |
| Num        | Coureuse                 | Pos        |
| 121        | Silvia Zanardi (ITA)     | 48e        |
| 122        | Giorgia Vettorello (ITA) | 27e        |
| 123        | Lara Crestanello (ITA)   | AB         |
| 124        | Matilde Vitillo (ITA)    | 64e        |
| 125        | Andrea Casagranda (ITA)  | 85e        |
| 126        | Vittoria Grassi (ITA)    | AB         |

| Born To Win-G20-Ambedo BTW | Born To Win-G20-Ambedo BTW | Born To Win-G20-Ambedo BTW |
| -------------------------- | -------------------------- | -------------------------- |
| Num                        | Coureuse                   | Pos                        |
| 131                        | Rachele Bonzanini (ITA)    | AB                         |
| 132                        | Sara Casasola (ITA)        | AB                         |
| 133                        | Nika Myalitsina (RUS)      | AB                         |
| 134                        | Yana Myalitsina (RUS)      | 74e                        |
| 135                        | Giulia Luciani (ITA)       | 100e                       |
| 136                        | Marta Romance (ESP)        | 54e                        |

| BTC City Ljubljana-Scott BCL | BTC City Ljubljana-Scott BCL | BTC City Ljubljana-Scott BCL |
| ---------------------------- | ---------------------------- | ---------------------------- |
| Num                          | Coureuse                     | Pos                          |
| 141                          | Nika Bobnar (SLO)            | 60e                          |
| 142                          | Tjaša Sušnik (SLO)           | 65e                          |
| 143                          | Hana Žumer (SLO)             | AB                           |
| 144                          | Urša Pintar (SLO) (route)    | 21e                          |
| 145                          | Špela Colnar (SLO)           | AB                           |
| 146                          | Ema Pirš (SLO)               | AB                           |

| Ceratizit-WNT Pro Cycling WNT | Ceratizit-WNT Pro Cycling WNT | Ceratizit-WNT Pro Cycling WNT |
| ----------------------------- | ----------------------------- | ----------------------------- |
| Num                           | Coureuse                      | Pos                           |
| 151                           | Laura Asencio (FRA)           | 14e                           |
| 152                           | Martina Fidanza (ITA)         | AB                            |
| 153                           | Hanna Nilsson (SWE)           | 38e                           |
| 154                           | Lana Eberle (GER)             | AB                            |
| 155                           | Arianna Fidanza (ITA)         | 42e                           |
| 156                           | Alice Maria Arzuffi (ITA)     | 87e                           |

| Cofidis COF | Cofidis COF            | Cofidis COF |
| ----------- | ---------------------- | ----------- |
| Num         | Coureuse               | Pos         |
| 161         | Flavie Boulais (FRA)   | AB          |
| 162         | Morgane Coston (FRA)   | 71e         |
| 164         | Clara Koppenburg (GER) | 13e         |
| 165         | Rachel Neylan (AUS)    | 56e         |
| 166         | Julie Bego (FRA)       | 28e         |

| Italie ITA | Italie ITA             | Italie ITA |
| ---------- | ---------------------- | ---------- |
| Num        | Coureuse               | Pos        |
| 171        | Tess Lawson            | AB         |
| 172        | Vittoria Ruffilli      | 95e        |
| 173        | Gemma Sernissi         | AB         |
| 174        | Giulia Giuliani        | 57e        |
| 175        | Elisa Valtulini        | 32e        |
| 176        | Noemi Lucrezia Eremita | AB         |

| Cynisca Cycling CYN | Cynisca Cycling CYN    | Cynisca Cycling CYN |
| ------------------- | ---------------------- | ------------------- |
| Num                 | Coureuse               | Pos                 |
| 181                 | Pauline Allin (FRA)    | 55e                 |
| 182                 | Emilie Fortin (CAN)    | 46e                 |
| 183                 | Ashley Frye (USA)      | AB                  |
| 184                 | Greta Richioud (FRA)   | AB                  |
| 185                 | Nicole Steinmetz (USA) | 89e                 |

| Isolmant-Premac-Vittoria SBT | Isolmant-Premac-Vittoria SBT | Isolmant-Premac-Vittoria SBT |
| ---------------------------- | ---------------------------- | ---------------------------- |
| Num                          | Coureuse                     | Pos                          |
| 191                          | Beatrice Rossato (ITA)       | 18e                          |
| 192                          | Asia Zontone (ITA)           | 105e                         |
| 193                          | Carmela Cipriani (ITA)       | 84e                          |
| 194                          | Valeria Curnis (ITA)         | 91e                          |
| 195                          | Sara Pepoli (ITA)            | 97e                          |
| 196                          | Sonia Rossetti (ITA)         | AB                           |

| Laboral Kutxa-Fundación Euskadi LKF | Laboral Kutxa-Fundación Euskadi LKF | Laboral Kutxa-Fundación Euskadi LKF |
| ----------------------------------- | ----------------------------------- | ----------------------------------- |
| Num                                 | Coureuse                            | Pos                                 |
| 201                                 | Usoa Ostolaza (ESP)                 | 50e                                 |
| 202                                 | Nadia Quagliotto (ITA)              | 79e                                 |
| 203                                 | Marta Romeu (ESP)                   | 34e                                 |
| 204                                 | Debora Silvestri (ITA)              | 51e                                 |
| 205                                 | Mireia Trias (ESP)                  | AB                                  |
| 206                                 | Eneritz Vadillo (ESP)               | 52e                                 |

| Parkhotel Valkenburg PHV | Parkhotel Valkenburg PHV  | Parkhotel Valkenburg PHV |
| ------------------------ | ------------------------- | ------------------------ |
| Num                      | Coureuse                  | Pos                      |
| 211                      | Kirstie van Haaften (NED) | 104e                     |
| 212                      | Femke Gerritse (NED)      | 62e                      |
| 213                      | Quinty Schoens (NED)      | AB                       |
| 214                      | Anne Knijnenburg (NED)    | 31e                      |
| 215                      | Lieke Nooijen (NED)       | 63e                      |
| 216                      | Scarlett Souren (NED)     | AB                       |

| Team Dukla Praha TDP | Team Dukla Praha TDP            | Team Dukla Praha TDP |
| -------------------- | ------------------------------- | -------------------- |
| Num                  | Coureuse                        | Pos                  |
| 221                  | Veronika Bartoníková (CZE)      | AB                   |
| 222                  | Gabriela Bártová (CZE)          | AB                   |
| 223                  | Nicole Hartychova (CZE)         | AB                   |
| 224                  | Jarmila Machačová (CZE) (route) | 78e                  |
| 225                  | Barbora Němcová (CZE)           | 106e                 |
| 226                  | Nela Slanikova (CZE)            | AB                   |

| Team Mendelspeck MDS | Team Mendelspeck MDS     | Team Mendelspeck MDS |
| -------------------- | ------------------------ | -------------------- |
| Num                  | Coureuse                 | Pos                  |
| 231                  | Francesca Pisciali (ITA) | AB                   |
| 232                  | Elisa Lugli (ITA)        | AB                   |
| 233                  | Angela Oro (ITA)         | 72e                  |
| 234                  | Alice Capasso (ITA)      | AB                   |
| 235                  | Monica Castagna (ITA)    | 73e                  |

| Top Girls Fassa Bortolo TOP | Top Girls Fassa Bortolo TOP | Top Girls Fassa Bortolo TOP |
| --------------------------- | --------------------------- | --------------------------- |
| Num                         | Coureuse                    | Pos                         |
| 241                         | Iris Monticolo (ITA)        | 96e                         |
| 242                         | Virginia Bortoli (ITA)      | 81e                         |
| 243                         | Cristina Tonetti (ITA)      | 24e                         |
| 244                         | Alessia Vigilia (ITA)       | 44e                         |
| 245                         | Chiara Reghini (ITA)        | 80e                         |
| 246                         | Gaia Segato (ITA)           | 59e                         |

| Centre mondial du cyclisme WCC | Centre mondial du cyclisme WCC | Centre mondial du cyclisme WCC |
| ------------------------------ | ------------------------------ | ------------------------------ |
| Num                            | Coureuse                       | Pos                            |
| 251                            | Luciana Roland (ARG)           | AB                             |
| 252                            | Dziyana Lebedz (BLR)           | 92e                            |
| 253                            | Elina Tasane (EST)             | AB                             |
| 254                            | Selam Ahama Gerefiel (ETH)     | 86e                            |
| 255                            | Natalia Franco (COL)           | 37e                            |
| 256                            | Anna Kolyzhuk (UKR)            | 101e                           |

| Lidl-Trek LTK | Lidl-Trek LTK           | Lidl-Trek LTK |
| ------------- | ----------------------- | ------------- |
| Num           | Coureuse                | Pos           |
| 1             | Elisa Balsamo (ITA)     | AB            |
| 2             | Elynor Bäckstedt (GBR)  | AB            |
| 3             | Gaia Realini (ITA)      | 4e            |
| 4             | Ilaria Sanguineti (ITA) | AB            |

| FDJ-Suez FST | FDJ-Suez FST                | FDJ-Suez FST |
| ------------ | --------------------------- | ------------ |
| Num          | Coureuse                    | Pos          |
| 11           | Évita Muzic (FRA)           | 8e           |
| 12           | Jade Wiel (FRA)             | 45e          |
| 13           | Marta Cavalli (ITA)         | 2e           |
| 14           | Vittoria Guazzini (ITA)     | 76e          |
| 15           | Loes Adegeest (NED)         | 15e          |
| 16           | Cecilie Uttrup Ludwig (DEN) | 1re          |

| Fenix-Deceuninck FED | Fenix-Deceuninck FED          | Fenix-Deceuninck FED |
| -------------------- | ----------------------------- | -------------------- |
| Num                  | Coureuse                      | Pos                  |
| 21                   | Imogen Cotter (IRL)           | 98e                  |
| 22                   | Millie Couzens (GBR)          | 102e                 |
| 23                   | Christina Schweinberger (AUT) | 12e                  |
| 24                   | Evy Kuijpers (NED)            | 99e                  |
| 25                   | Greta Marturano (ITA)         | 30e                  |
| 26                   | Sophie Wright (GBR)           | 61e                  |

| Human Powered Health HPW | Human Powered Health HPW         | Human Powered Health HPW |
| ------------------------ | -------------------------------- | ------------------------ |
| Num                      | Coureuse                         | Pos                      |
| 31                       | Nina Buysman (NED)               | 25e                      |
| 32                       | Barbara Malcotti (ITA)           | 36e                      |
| 33                       | Henrietta Christie (NZL)         | 93e                      |
| 34                       | Ántri Christofórou (CYP) (route) | 75e                      |
| 35                       | Marit Raaijmakers (NED)          | 82e                      |

| Israel-Premier Tech Roland CGS | Israel-Premier Tech Roland CGS | Israel-Premier Tech Roland CGS |
| ------------------------------ | ------------------------------ | ------------------------------ |
| Num                            | Coureuse                       | Pos                            |
| 41                             | Tamara Dronova (RUS) (route)   | 53e                            |
| 42                             | Nathalie Eklund (SWE)          | AB                             |
| 43                             | Elena Pirrone (ITA)            | 33e                            |
| 44                             | Claire Steels (GBR)            | 39e                            |
| 45                             | Anna Kiesenhofer (AUT)         | 26e                            |
| 46                             | Elizabeth Stannard (AUS)       | AB                             |

| Movistar Team MOV | Movistar Team MOV            | Movistar Team MOV |
| ----------------- | ---------------------------- | ----------------- |
| Num               | Coureuse                     | Pos               |
| 51                | Paula Patiño (COL)           | 23e               |
| 52                | Jelena Erić (SRB) (route)    | 41e               |
| 53                | Sara Martín (ESP)            | 88e               |
| 54                | Arlenis Sierra (CUB) (route) | 40e               |
| 55                | Liane Lippert (GER) (route)  | 6e                |
| 56                | Mareille Meijering (NED)     | AB                |

| Team dsm-firmenich DSM | Team dsm-firmenich DSM | Team dsm-firmenich DSM |
| ---------------------- | ---------------------- | ---------------------- |
| Num                    | Coureuse               | Pos                    |
| 61                     | Juliette Labous (FRA)  | 3e                     |
| 62                     | Francesca Barale (ITA) | 16e                    |
| 63                     | Léa Curinier (FRA)     | 69e                    |
| 64                     | Elise Uijen (NED)      | 70e                    |
| 65                     | Esmée Peperkamp (NED)  | 20e                    |
| 66                     | Nienke Vinke (NED)     | 17e                    |

| Team Jayco AlUla BEX | Team Jayco AlUla BEX      | Team Jayco AlUla BEX |
| -------------------- | ------------------------- | -------------------- |
| Num                  | Coureuse                  | Pos                  |
| 71                   | Urška Žigart (SLO)        | 10e                  |
| 72                   | Ane Santesteban (ESP)     | 5e                   |
| 73                   | Ingvild Gåskjenn (NOR)    | 19e                  |
| 74                   | Amber Pate (AUS)          | 83e                  |
| 75                   | Letizia Paternoster (ITA) | 58e                  |
| 76                   | Chiara Doni (ITA)         | 67e                  |

| Team Jumbo-Visma TJV | Team Jumbo-Visma TJV   | Team Jumbo-Visma TJV |
| -------------------- | ---------------------- | -------------------- |
| Num                  | Coureuse               | Pos                  |
| 82                   | Amber Kraak (NED)      | AB                   |
| 83                   | Linda Riedmann (GER)   | AB                   |
| 84                   | Maud Oudeman (NED)     | AB                   |
| 85                   | Rosita Reijnhout (NED) | 49e                  |
| 86                   | Eva van Agt (NED)      | AB                   |

| UAE Team ADQ UAD | UAE Team ADQ UAD       | UAE Team ADQ UAD |
| ---------------- | ---------------------- | ---------------- |
| Num              | Coureuse               | Pos              |
| 91               | Erica Magnaldi (ITA)   | 9e               |
| 92               | Sofia Bertizzolo (ITA) | 7e               |
| 93               | Alena Amialiusik (BLR) | 22e              |
| 94               | Olivia Baril (CAN)     | 94e              |
| 95               | Silvia Persico (ITA)   | 11e              |
| 96               | Chiara Consonni (ITA)  | 77e              |

| Uno-X Pro Cycling Team UXT | Uno-X Pro Cycling Team UXT      | Uno-X Pro Cycling Team UXT |
| -------------------------- | ------------------------------- | -------------------------- |
| Num                        | Coureuse                        | Pos                        |
| 101                        | Wilma Olausson (SWE)            | AB                         |
| 102                        | Hannah Ludwig (GER)             | 35e                        |
| 103                        | Elinor Barker (GBR)             | 103e                       |
| 104                        | Maria Giulia Confalonieri (ITA) | 68e                        |
| 105                        | Marte Berg Edseth (NOR)         | 43e                        |
| 106                        | Anouska Koster (NED)            | 47e                        |

| Aromitalia-Basso Bikes-Vaiano VAI | Aromitalia-Basso Bikes-Vaiano VAI | Aromitalia-Basso Bikes-Vaiano VAI |
| --------------------------------- | --------------------------------- | --------------------------------- |
| Num                               | Coureuse                          | Pos                               |
| 111                               | Rasa Leleivytė (LTU)              | 29e                               |
| 112                               | Francesca Balducci (ITA)          | AB                                |
| 113                               | Milena Del Sarto (ITA)            | AB                                |
| 114                               | Irene Affolati (ITA)              | 66e                               |
| 115                               | Fanny Bonini (ITA)                | AB                                |

| Sans équipe ___ | Sans équipe ___              | Sans équipe ___ |
| --------------- | ---------------------------- | --------------- |
| Num             | Coureuse                     | Pos             |
| 116             | Serena Brillante Romeo (ITA) | 90e             |

| Bepink BPK | Bepink BPK               | Bepink BPK |
| ---------- | ------------------------ | ---------- |
| Num        | Coureuse                 | Pos        |
| 121        | Silvia Zanardi (ITA)     | 48e        |
| 122        | Giorgia Vettorello (ITA) | 27e        |
| 123        | Lara Crestanello (ITA)   | AB         |
| 124        | Matilde Vitillo (ITA)    | 64e        |
| 125        | Andrea Casagranda (ITA)  | 85e        |
| 126        | Vittoria Grassi (ITA)    | AB         |

| Born To Win-G20-Ambedo BTW | Born To Win-G20-Ambedo BTW | Born To Win-G20-Ambedo BTW |
| -------------------------- | -------------------------- | -------------------------- |
| Num                        | Coureuse                   | Pos                        |
| 131                        | Rachele Bonzanini (ITA)    | AB                         |
| 132                        | Sara Casasola (ITA)        | AB                         |
| 133                        | Nika Myalitsina (RUS)      | AB                         |
| 134                        | Yana Myalitsina (RUS)      | 74e                        |
| 135                        | Giulia Luciani (ITA)       | 100e                       |
| 136                        | Marta Romance (ESP)        | 54e                        |

| BTC City Ljubljana-Scott BCL | BTC City Ljubljana-Scott BCL | BTC City Ljubljana-Scott BCL |
| ---------------------------- | ---------------------------- | ---------------------------- |
| Num                          | Coureuse                     | Pos                          |
| 141                          | Nika Bobnar (SLO)            | 60e                          |
| 142                          | Tjaša Sušnik (SLO)           | 65e                          |
| 143                          | Hana Žumer (SLO)             | AB                           |
| 144                          | Urša Pintar (SLO) (route)    | 21e                          |
| 145                          | Špela Colnar (SLO)           | AB                           |
| 146                          | Ema Pirš (SLO)               | AB                           |

| Ceratizit-WNT Pro Cycling WNT | Ceratizit-WNT Pro Cycling WNT | Ceratizit-WNT Pro Cycling WNT |
| ----------------------------- | ----------------------------- | ----------------------------- |
| Num                           | Coureuse                      | Pos                           |
| 151                           | Laura Asencio (FRA)           | 14e                           |
| 152                           | Martina Fidanza (ITA)         | AB                            |
| 153                           | Hanna Nilsson (SWE)           | 38e                           |
| 154                           | Lana Eberle (GER)             | AB                            |
| 155                           | Arianna Fidanza (ITA)         | 42e                           |
| 156                           | Alice Maria Arzuffi (ITA)     | 87e                           |

| Cofidis COF | Cofidis COF            | Cofidis COF |
| ----------- | ---------------------- | ----------- |
| Num         | Coureuse               | Pos         |
| 161         | Flavie Boulais (FRA)   | AB          |
| 162         | Morgane Coston (FRA)   | 71e         |
| 164         | Clara Koppenburg (GER) | 13e         |
| 165         | Rachel Neylan (AUS)    | 56e         |
| 166         | Julie Bego (FRA)       | 28e         |

| Italie ITA | Italie ITA             | Italie ITA |
| ---------- | ---------------------- | ---------- |
| Num        | Coureuse               | Pos        |
| 171        | Tess Lawson            | AB         |
| 172        | Vittoria Ruffilli      | 95e        |
| 173        | Gemma Sernissi         | AB         |
| 174        | Giulia Giuliani        | 57e        |
| 175        | Elisa Valtulini        | 32e        |
| 176        | Noemi Lucrezia Eremita | AB         |

| Cynisca Cycling CYN | Cynisca Cycling CYN    | Cynisca Cycling CYN |
| ------------------- | ---------------------- | ------------------- |
| Num                 | Coureuse               | Pos                 |
| 181                 | Pauline Allin (FRA)    | 55e                 |
| 182                 | Emilie Fortin (CAN)    | 46e                 |
| 183                 | Ashley Frye (USA)      | AB                  |
| 184                 | Greta Richioud (FRA)   | AB                  |
| 185                 | Nicole Steinmetz (USA) | 89e                 |

| Isolmant-Premac-Vittoria SBT | Isolmant-Premac-Vittoria SBT | Isolmant-Premac-Vittoria SBT |
| ---------------------------- | ---------------------------- | ---------------------------- |
| Num                          | Coureuse                     | Pos                          |
| 191                          | Beatrice Rossato (ITA)       | 18e                          |
| 192                          | Asia Zontone (ITA)           | 105e                         |
| 193                          | Carmela Cipriani (ITA)       | 84e                          |
| 194                          | Valeria Curnis (ITA)         | 91e                          |
| 195                          | Sara Pepoli (ITA)            | 97e                          |
| 196                          | Sonia Rossetti (ITA)         | AB                           |

| Laboral Kutxa-Fundación Euskadi LKF | Laboral Kutxa-Fundación Euskadi LKF | Laboral Kutxa-Fundación Euskadi LKF |
| ----------------------------------- | ----------------------------------- | ----------------------------------- |
| Num                                 | Coureuse                            | Pos                                 |
| 201                                 | Usoa Ostolaza (ESP)                 | 50e                                 |
| 202                                 | Nadia Quagliotto (ITA)              | 79e                                 |
| 203                                 | Marta Romeu (ESP)                   | 34e                                 |
| 204                                 | Debora Silvestri (ITA)              | 51e                                 |
| 205                                 | Mireia Trias (ESP)                  | AB                                  |
| 206                                 | Eneritz Vadillo (ESP)               | 52e                                 |

| Parkhotel Valkenburg PHV | Parkhotel Valkenburg PHV  | Parkhotel Valkenburg PHV |
| ------------------------ | ------------------------- | ------------------------ |
| Num                      | Coureuse                  | Pos                      |
| 211                      | Kirstie van Haaften (NED) | 104e                     |
| 212                      | Femke Gerritse (NED)      | 62e                      |
| 213                      | Quinty Schoens (NED)      | AB                       |
| 214                      | Anne Knijnenburg (NED)    | 31e                      |
| 215                      | Lieke Nooijen (NED)       | 63e                      |
| 216                      | Scarlett Souren (NED)     | AB                       |

| Team Dukla Praha TDP | Team Dukla Praha TDP            | Team Dukla Praha TDP |
| -------------------- | ------------------------------- | -------------------- |
| Num                  | Coureuse                        | Pos                  |
| 221                  | Veronika Bartoníková (CZE)      | AB                   |
| 222                  | Gabriela Bártová (CZE)          | AB                   |
| 223                  | Nicole Hartychova (CZE)         | AB                   |
| 224                  | Jarmila Machačová (CZE) (route) | 78e                  |
| 225                  | Barbora Němcová (CZE)           | 106e                 |
| 226                  | Nela Slanikova (CZE)            | AB                   |

| Team Mendelspeck MDS | Team Mendelspeck MDS     | Team Mendelspeck MDS |
| -------------------- | ------------------------ | -------------------- |
| Num                  | Coureuse                 | Pos                  |
| 231                  | Francesca Pisciali (ITA) | AB                   |
| 232                  | Elisa Lugli (ITA)        | AB                   |
| 233                  | Angela Oro (ITA)         | 72e                  |
| 234                  | Alice Capasso (ITA)      | AB                   |
| 235                  | Monica Castagna (ITA)    | 73e                  |

| Top Girls Fassa Bortolo TOP | Top Girls Fassa Bortolo TOP | Top Girls Fassa Bortolo TOP |
| --------------------------- | --------------------------- | --------------------------- |
| Num                         | Coureuse                    | Pos                         |
| 241                         | Iris Monticolo (ITA)        | 96e                         |
| 242                         | Virginia Bortoli (ITA)      | 81e                         |
| 243                         | Cristina Tonetti (ITA)      | 24e                         |
| 244                         | Alessia Vigilia (ITA)       | 44e                         |
| 245                         | Chiara Reghini (ITA)        | 80e                         |
| 246                         | Gaia Segato (ITA)           | 59e                         |

| Centre mondial du cyclisme WCC | Centre mondial du cyclisme WCC | Centre mondial du cyclisme WCC |
| ------------------------------ | ------------------------------ | ------------------------------ |
| Num                            | Coureuse                       | Pos                            |
| 251                            | Luciana Roland (ARG)           | AB                             |
| 252                            | Dziyana Lebedz (BLR)           | 92e                            |
| 253                            | Elina Tasane (EST)             | AB                             |
| 254                            | Selam Ahama Gerefiel (ETH)     | 86e                            |
| 255                            | Natalia Franco (COL)           | 37e                            |
| 256                            | Anna Kolyzhuk (UKR)            | 101e                           |